# Лытысов, Михаил Васильевич
Михаил Васильевич Лытысов — советский хозяйственный, государственный и политический деятель, Герой Социалистического Труда.

## Биография
Родился в 1902 году. Член КПСС с 1930 года.
С 1923 года — на хозяйственной, общественной и политической работе. В 1923—1967 гг. — в рядах Красной Армии, лесник, бригадир сельскохозяйственной коммуны в Данилинском сельском Совете Невельского района, председатель Данилинского сельского Совета, партизан отряда имени Ленина в Россонском районе, председатель Узречского сельского Совета, заведующий райзо Глубокского района, председатель колхоза «Победа» Глубокского района Витебской области.
Указом Президиума Верховного Совета СССР от 2 июня 1950 года присвоено звание Героя Социалистического Труда с вручением ордена Ленина и золотой медали «Серп и Молот».
Умер в 1979 году.